# You Are My Sunshine
«You Are My Sunshine» (с англ. — «Ты моё солнышко», «Ты мой солнечный свет») — песня, впервые записанная в 1939 году. Эта песня была выбрана одним из гимнов штата Луизиана, поскольку ассоциировалась с бывшим губернатором штата, звездой музыки в стиле «кантри» Джимми Дейвисом.

## История
Две версии песни «You Are my Sunshine» были записаны и изданы ещё до того, как были впервые исполнены Джимми Дейвисом. Первая запись в исполнении выходцев из Атланты, группы «The Pine Ridge Boys» (в составе Марвина Тейлора и Дага Спайви) была сделана 22 августа 1939 года компанией Bluebird Records. Вторая запись в исполнении группы «The Rice Brothers Gang» («Группа братьев Райс») была произведена компанией Decca Records 13 сентября 1939 года. Эта группа была из северной Джорджии, но её участники переехали в город Шривпорт, штат Луизиана, где они работали на городской радиостанции. Версия песни в исполнении Джимми Дейвиса была записана компанией Decca Records 5 февраля 1940 года.
Джимми Дейвис и Чарльз Митчелл официально считаются авторами песни «You Are My Sunshine». Дейвис приобрел песню и права на неё у Пола Райса и поставил своё имя в качестве автора, что было в довоенное время довольно необычной практикой. Некоторые ранние версии этой песни, тем не менее, обозначаются как песни, написанные братьями Райс. Есть также мнение, что кларнетист Пад Браун также принимал участие в написании или первой аранжировке этой песни.
Дейвис вспоминал, что в течение некоторого времени он был очень увлечен этой песней и долго и безуспешно пытался убедить звукозаписывающие компании записать её, пока, наконец, не произвел собственную запись в 1940 году. Песня в исполнении Дейвиса стала очень популярной, и за ней последовало множество кавер-версий разных исполнителей, включая Бинга Кросби и Джина Отри, которые сделали песню настоящим хитом.
Песня стала прочно ассоциироваться с Дейвисом во время его губернаторства. Он исполнял её во время предвыборных кампаний, и даже лошадь его имела кличку Солнышко (англ. Sunshine). Автобиорафия Дейвиса, изданная в 1987 году, также называется «Ты мое солнышко: история Джимми Дейвиса» (англ. You Are My Sunshine: The Jimmie Davis Story).
В своем интервью, данном в 1974 году, Труман Капоте назвал эту композицию своей любимой песней в стиле «кантри».
В 2003 году песня «You Are My Sunshine» была размещена под номером 73 в списке ста лучших песен в стиле «кантри», составленного телеканалом Кантри Мьюзик Телевижн (англ. Country Music Television).

## Ассоциации
Существует народная украинская песня «Ой, там на горі», очень близкая по мелодии к песне «You Are My Sunshine».
Есть мнение, что украинский вариант текста был написан в Канаде на существующую песню.

## Записи
Песня «You Are My Sunshine» была записана сотни раз. Сегодня это широко известная песня, являющаяся стандартом для исполнителей музыки в стиле «кантри» и традиционного джаза, хотя существуют и рок-н-ролльные варианты, например в исполнении Тони Шеридана и группы «Bill Haley & His Comets». Песня в исполнении Билла Хейли была записана в 1969 году с вокалом Рея Коули, причем выпуск этой композиции был отложен до начала 1990-х. Кавер на «You Are my Sunshine» звучит в альбоме «Smile» Beach Boys. А группа «Jump, Little Children» исполняла песню «Pink Lemonade», в которой был использован рефрен песни «You Are My Sunshine». Песня также была в разное время записана в исполнении Джонни Кэша, Боба Дилана, Рэя Чарльза и Ареты Франклин и многих других. Ремикс в стиле реггей был записан группой «Papa Winnie». Версия Рэя Чарльза оказалось наиболее коммерчески успешной, поднявшись на 7 место в чарте Billboard Hot 100. Часть песни Гэри Као «Super Sunshine» основана на мелодии и словах песни «You Are My Sunshine». В конце 1960-х группой Dyke & the Blazers была записана интересная соул-версия этой песни. Примером современного исполнения может служить исполнение певца в стиле «соул» Стива Джоунса. Оно сочетает в себе классическую мелодию с современными тенденциями в стилях «поп» и «ритм-н-блюз».

## В кино и на телевидении
Песня звучит во многочисленных фильмах, телевизионных шоу, в англоязычной теле- и радиорекламе (особенно хорошо известна серия рекламных роликов мыла Ринзо (англ. Rinso), появившихся в 60-х годах). Песня звучала в фильме «Основные цвета» (1996) и фильме братьев Коэнов «О, где же ты, Брат?» (2000). Также песня использовалась в американском сериале «Звёздный путь: Вояджер», в эпизоде «Someone to Watch Over Me (Вояджер)», в котором Доктор использует эту песню для обучения Семи-из-девяти музыке. Также песня использовалась в одном из эпизодов американского ситкома The Fresh Prince of Bel-Air. Часто песня исполнялась в американском телевизионном шоу 80-х «Команда А» (англ. The A-Team). Ещё эта песня звучала в одном из последних эпизодов американо-канадского сериала «Близкие друзья». Та же версия была включена в саундтрек фильма «Мистер и миссис Смит» с Брэдом Питтом и Анджелиной Джоли в главных ролях. Исполнитель Бразер Лав записал кавер-версию этой песни для рекламы американской автомобильной корпорации Сатурн.
Американский писатель, музыкант и исполнитель Гэррисон Кейлор исполняет эту песню в собственной радиопередаче.
В фильме «Мёртвая девушка» песня звучит во время финальных титров. В фильме «Пенелопа», с Кристиной Риччи в главной роли, Макс, герой Джеймса Макэвоя поёт в одной из сцен эту песню несколько раз, играя на различных музыкальных инструментах, а героиня Риччи пытается угадать, на каком инструменте он играет. Несколько раз песня звучит в одном эпизоде американской телепрограммы «Чудеса» (англ. Miracles), который так и называется «You Are My Sunshine».
В одном из выпусков «Маппет-шоу» Уолдорф напевает эту песню. Статлер полагает, что песня обращена к нему, и отвечает: «Я не твой сын, и меня не зовут Шайн!» (игра слов: в английском языке слова sun (солнце) и son (сын) звучат одинаково). Героиня популярной американской мыльной оперы «Все мои дети» (англ. All My Children), Дикси Мартин напевает эту песню своему маленькому сыну. Также эта песня звучит на заднем плане во время её смерти. Отрывок из песни «You Are My Sunshine» был вставлен в конец клипа Кэти Перри «The one that got away».
Данную песню также напевает Карл Граймс в сериале The Walking Dead.

## Спортивные гимны
Многие зарубежные спортивные команды используют эту песню в качестве болельщицкого гимна, причем часто слово Sunshine заменяется названием команды. Гимн обычно исполняется во время выхода команды на поле. Среди таких команд: английские футбольные клубы «Уиган Атлетик» и «Мидлсбро», американский футбольный клуб «Портленд Тимберс», австралийский футбольный клуб «Сидней» и шведский футбольный клуб «Вестерос».
Также болельщики английского клуба «Престон Норт Энд» переделали эту песню в честь своего французского защитника Юля Мавене, а болельщики клубов «Ливерпуль» и «Манчестер Юнайтед» сочинили собственные версии, прославляющие испанского полузащитника Луиса Гарсию и норвежского нападающего Сульшера соответственно. Шотландские болельщики «Селтика» поступили так же в отношении Хенрика Ларссона, голландские болельщики «Херенвена» — в отношении Афонсо Алвеса, а североирландские болельщики национальной сборной — в отношении Стивена Дэвиса.